# René Pomeau
René Pomeau (Beautiran, 20 de fevereiro de 1917 - Clamart, 26 de fevereiro de 2000  ) foi um eminente estudioso da literatura francesa do século XVIII, reconhecido como um dos maiores especialistas em Voltaire.

## Biografia
René Pomeau era professor da Sorbonne, membro do Institut de France e, por fim, presidente da Société Littéraire de la France . Suas maiores realizações foram os quatro grandes volumes, Voltaire en son temps, publicados pela Fundação Voltaire entre 1985 e 1994.

## Obras
- Voltaire en son temps, 1995, Fundação Voltaire
- La religion de Voltaire
- L'Âge classique
- L'Europe des Lumières, cosmopolite e unité européenne au XVIIIe
- Laclos ou le paradoxe
- Madame du Châtelet
- Beaumarchais ou o bizarro Destinée